# 올림픽 양궁 경기장 목록
하계 올림픽의 한 종목인 올림픽 양궁의 경기장은 종목 첫 도입 이래 현재까지 17곳이 있다.

## 목록

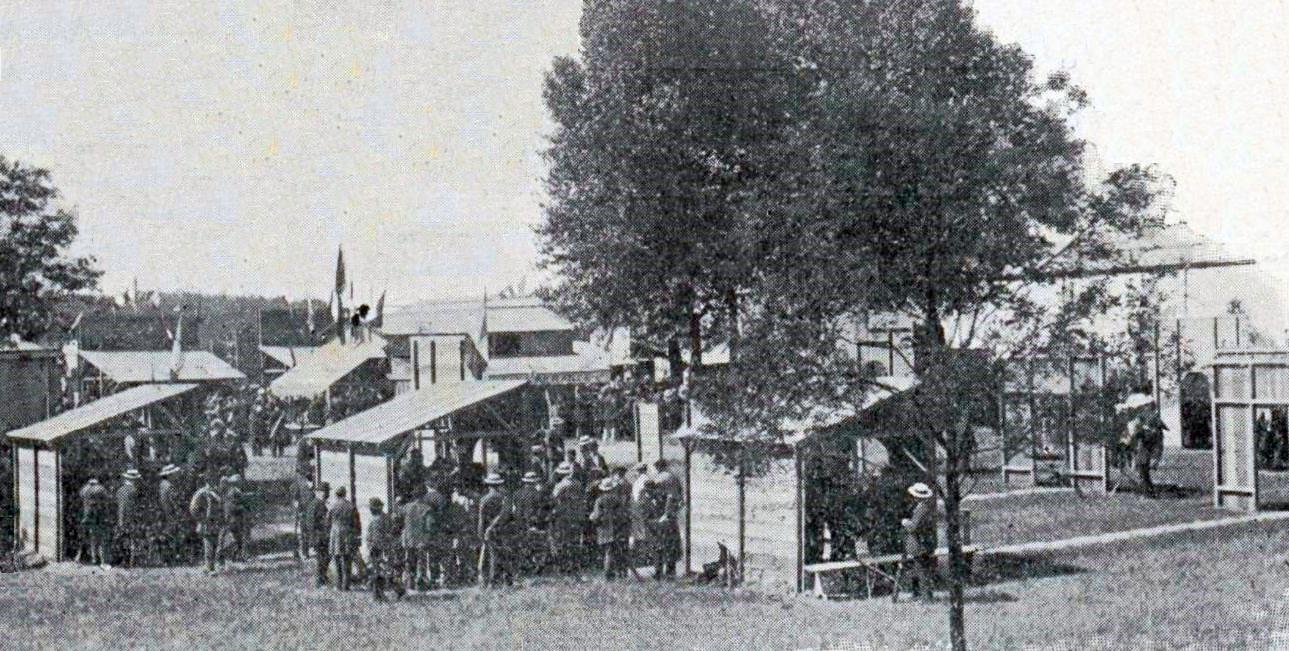
양궁 종목이 올림픽에 처음 도입된 1900년 파리 올림픽의 양궁 경기장 뱅센 숲
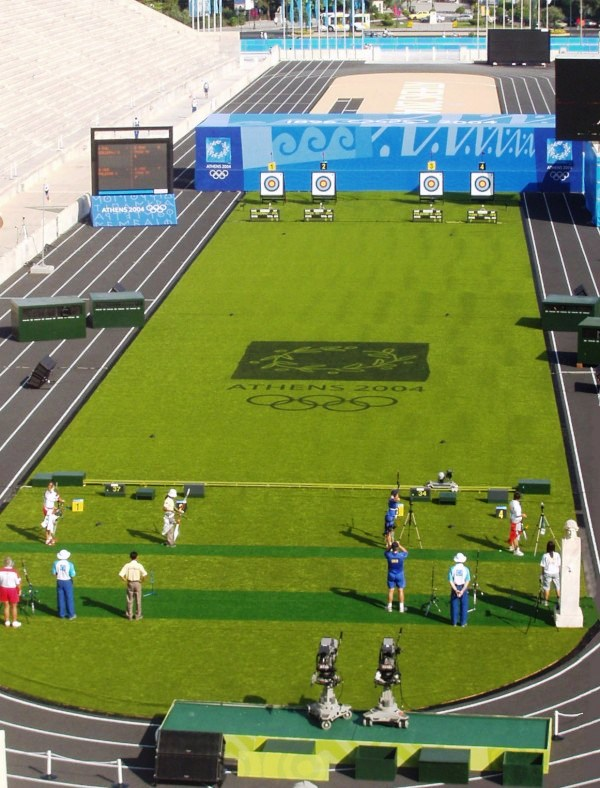
2004년 아테네 올림픽 양궁 경기장 파나티나이코 스타디움
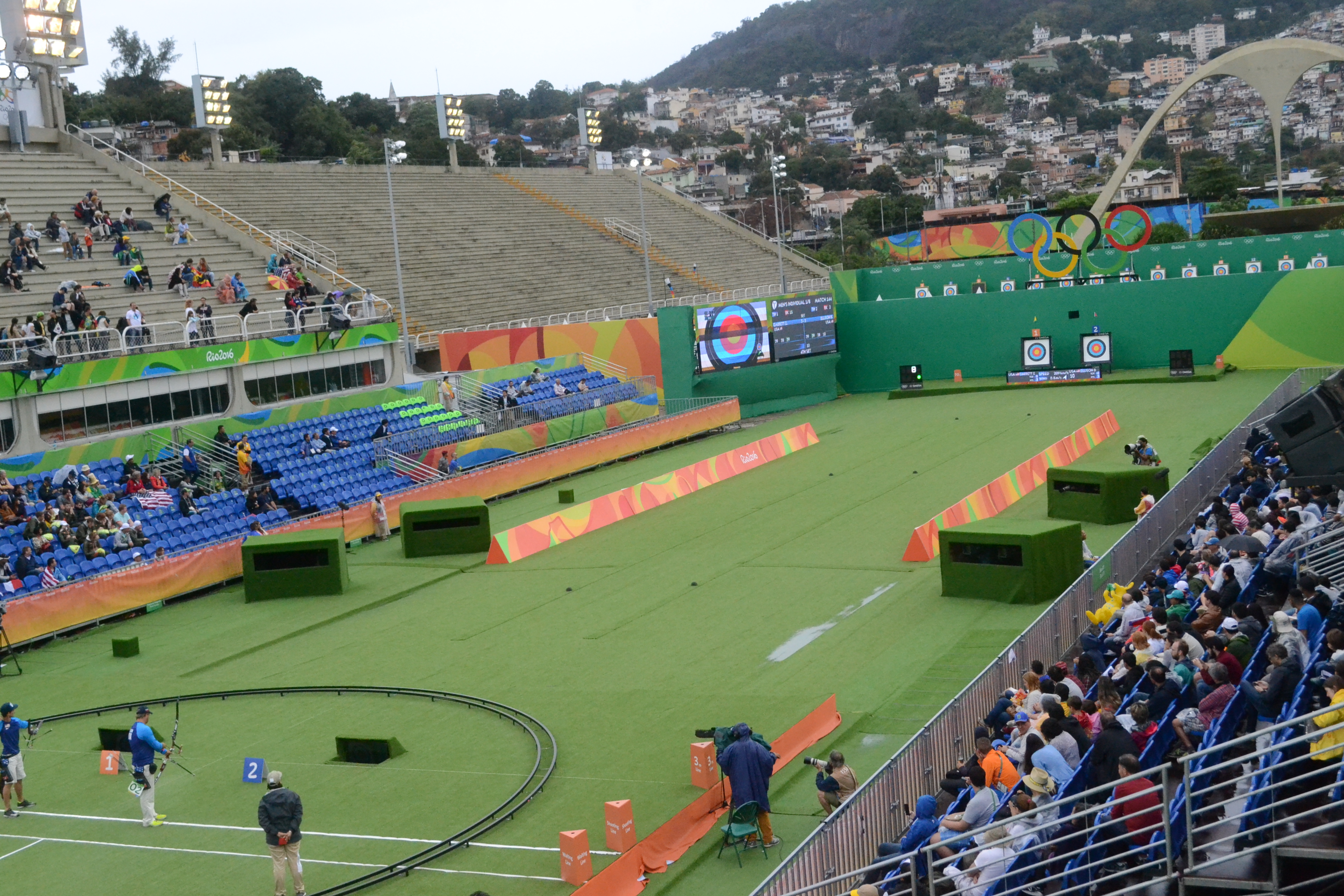
2016년 리우데자네이루 올림픽 양궁 경기장 삼보드로무

| 대회                       | 경기장                            | 기타 종목용도                                                                                        | 수용인원       | 각주   |
| -------------------------- | --------------------------------- | --- | -------------- | ------ |
| 1900년 파리 올림픽         | 뱅센 숲                           | 없음                                                                                                 | 기록 없음      | [ 1 ]  |
| 1904년 세인트루이스 올림픽 | 프랜시스 필드                     | 육상, 사이클, 축구, 체조, 라크로스, 로크, 테니스, 줄다리기, 역도, 레슬링                             | 19,000명       | [ 2 ]  |
| 1908년 런던 올림픽         | 화이트 시티 스타디움              | 육상, 사이클 (트랙), 다이빙, 하키, 축구, 체조, 라크로스, 럭비, 수영, 줄다리기, 수구 (결승전), 레슬링 | 97,000명       | [ 3 ]  |
| 1920년 안트베르펜 올림픽   | 나흐테할런 공원                   | 없음                                                                                                 | 기록 없음      | [ 4 ]  |
| 1972년 뮌헨 올림픽         | 보겐시슬라게                      | 없음                                                                                                 | 1,100명        | [ 5 ]  |
| 1976년 몬트리올 올림픽     | 졸리트 올림픽 양궁 경기장         | 없음                                                                                                 | 2,000명        | [ 6 ]  |
| 1980년 모스크바 올림픽     | 크릴라츠코예 스포츠 종합 양궁장   | 없음                                                                                                 | 3,000명        | [ 7 ]  |
| 1984년 로스앤젤레스 올림픽 | 엘 도라도 파크                    | 없음                                                                                                 | 4,000명        | [ 8 ]  |
| 1988년 서울 올림픽         | 화랑양궁장                        | 없음                                                                                                 | 1,200명        | [ 9 ]  |
| 1992년 바르셀로나 올림픽   | 올림픽 양궁장                     | 없음                                                                                                 | 기록 없음      | [ 10 ] |
| 1996년 애틀랜타 올림픽     | 스톤마운틴 파크 양궁센터 벨로드롬 | 사이클 (트랙)                                                                                        | 5,200명        | [ 11 ] |
| 2000년 시드니 올림픽       | 시드니 국제 양궁장                | 없음                                                                                                 | 17,500명       | [ 12 ] |
| 2004년 아테네 올림픽       | 파나티나이코 스타디움             | 육상 (마라톤 종점)                                                                                   | 7,500명        | [ 13 ] |
| 2008년 베이징 올림픽       | 베이징 올림픽 공원 양궁장         | 없음                                                                                                 | 5,000명        | [ 14 ] |
| 2012년 런던 올림픽         | 로즈 크리켓 그라운드              | 없음                                                                                                 | 6,500명 (가설) | [ 15 ] |
| 2016년 리우 올림픽         | 삼보드로무                        | 육상 (마라톤)                                                                                        | 72,000명       | [ 16 ] |
| 2020년 도쿄 올림픽         | 유메노시마 양궁장                 | 없음                                                                                                 | 5,600명        | [ 17 ] |
| 2024년 파리 올림픽         | 앵발리드                          | 없음                                                                                                 | 6,000명        |        |
| 2028년 로스앤젤레스 올림픽 | LA 스타디움                       | 축구                                                                                                 | 8,000명        |        |